# Sekvens (programmering)
Begreppet sekvens har flera olika betydelser inom programmering, och kan referera bland annat till den interna strukturen i ett program, till den data som bearbetas och till ett arbete som skall utföras av ett (datorstyrt) system. Alla dessa betydelser förenas av den helt allmängiltiga betydelsen av ordet sekvens som en 'serie' eller 'följd'.
- I ett program utgörs en sekvens av en serie instruktioner eller instruktionsblock som skall utföras efter varandra. På sin lägsta nivå avslutas en sekvens av till exempel ett val där exekveringen kan ta någon av flera alternativa vägar. På en högre nivå kan en sekvens innehålla val under förutsättning att alla alternativ i valet terminerar inom sekvensen.

- Med begreppet sekventiell programmering avses motpolen till parallell programmering, det vill säga att sekventiell programmering är av sådant slag att datorns exekveringspunkt (den instruktion som för tillfället utförs) endast kan befinna sig på ett ställe åt gången och där man alltså över tiden kan följa datorn exekvering av programmet som funktionen av exekveringspunktens position i programmet över tiden. Med detta synsätt kan man säga att varje tråd i ett parallellt program utgörs av ett sekventiell program.

- Oändliga sekvenser av tecken från ett ändligt alfabet benämns sekvenser eller strömmar i kontrast till ändliga strängar. Oändliga binära sekvenser är till exempel oändliga serier av bitar ur alfabetet {0,1}. Mängden C = {0, 1}∞ av alla oändliga binära sekvenser kallas för Cantormängden.